# Maira (Tochter des Erasinos)
Maira (altgriechisch Μαῖρα Maíra) ist eine Person der griechischen Mythologie.
Sie erscheint literarisch ausschließlich in einem Kapitel der Metamorphosen des Mythographen Antoninus Liberalis, in dem der Werdegang der Britomartis wiedergegeben wird. Hier ist Maira die Tochter des argivischen Flussgottes Erasinos und Schwester der Byza, Molite und Anchiroe.